# Concord (Nebraska)
Concord es una villa ubicada en el condado de Dixon en el estado estadounidense de Nebraska. En el Censo de 2010 tenía una población de 166 habitantes y una densidad poblacional de 485,55 personas por km².

## Geografía
Concord se encuentra ubicada en las coordenadas 42°23′3″N 96°59′22″O / 42.38417, -96.98944. Según la Oficina del Censo de los Estados Unidos, Concord tiene una superficie total de 0.34 km², de la cual 0.34 km² corresponden a tierra firme y (0%) 0 km² es agua.

## Demografía
Según el censo de 2010, había 166 personas residiendo en Concord. La densidad de población era de 485,55 hab./km². De los 166 habitantes, Concord estaba compuesto por el 95.78% blancos, el 0.6% eran afroamericanos, el 3.01% eran amerindios, el 0% eran asiáticos, el 0% eran isleños del Pacífico, el 0% eran de otras razas y el 0.6% pertenecían a dos o más razas. Del total de la población el 6.63% eran hispanos o latinos de cualquier raza.